# Mrecah
Mrecah is een bestuurslaag in het regentschap Bangkalan van de provincie Oost-Java, Indonesië. Mrecah telt 2050 inwoners (volkstelling 2010).